# Оуен-Саунд Аттак
«Оуен-Саунд Аттак» (англ. Owen Sound Attack) — канадський молодіжний хокейний клуб, що представляє місто Оуен-Саунд, провінція Онтаріо. Команда виступає у середньо-західному дивізіоні західної конференції хокейної ліги Онтаріо. Домашнім майданчиком «аттак» є Bayshore Community Centre, котрий здатен вмістити близько 3 тисяч глядачів.

## Історія
До переїзду в Оуен-Саунд, клуб мав базу у місті Гвелф, і виступав там під трьома різними назвами у 70-80-их роках минулого століття.
У 1989 році команда «Гвелф Плейтерс» була продана і переведена до Оуен-Саунд, зберігши при цьому стару назву.
За 11 років, влітку 2000-го, клуб знову був проданий. І хоча команда лишилася в місті, нові власники вирішили колишню назву «Плейтерс» замінити новою — «Аттак».

### Командні досягнення
| Кубок Джей Росса Робертсона (1) | 2011             |
| Меморіальний кубок              | 3-є місце у 2011 |

## Результати по сезонах
Скорочення: І = Ігри, В = Виграші, Н = Нічиї, ПО = Поразки не в основний час гри, П = Поразки, ГЗ = Голів забито, ГП = Голів пропущено, О = Очки
| Сезон     | Ліга | І  | В  | Н  | ПО | П  | ГЗ  | ГП  | О  | Місце     | Плей-оф                            |
| 2000-2001 | ОХЛ  | 68 | 31 | 7  | 3  | 27 | 256 | 236 | 72 | 10-е з 20 | Програш в чвертьфіналі конференції |
| 2001-2002 | ОХЛ  | 68 | 24 | 10 | 3  | 31 | 200 | 240 | 61 | 14-е з 20 |                                    |
| 2002-2003 | ОХЛ  | 68 | 27 | 7  | 4  | 30 | 206 | 243 | 65 | 14-е з 20 | Програш в чвертьфіналі конференції |
| 2003-2004 | ОХЛ  | 68 | 30 | 7  | 4  | 27 | 202 | 210 | 71 | 9-е з 20  | Програш в чвертьфіналі конференції |
| 2004-2005 | ОХЛ  | 68 | 40 | 7  | 3  | 18 | 245 | 187 | 90 | 2-е з 20  | Програш у півфіналі конференції    |
| 2005-2006 | ОХЛ  | 68 | 32 |    | 7  | 29 | 239 | 239 | 71 | 14-е з 20 | Програш у півфіналі конференції    |
| 2006-2007 | ОХЛ  | 68 | 31 |    | 7  | 30 | 256 | 261 | 69 | 12-е з 20 | Програш в чвертьфіналі конференції |
| 2007-2008 | ОХЛ  | 68 | 20 |    | 7  | 41 | 200 | 290 | 47 | 18-е з 20 |                                    |
| 2008-2009 | ОХЛ  | 68 | 26 |    | 15 | 27 | 226 | 258 | 67 | 12-е з 20 | Програш в чвертьфіналі конференції |
| 2009-2010 | ОХЛ  | 68 | 27 |    | 8  | 33 | 221 | 276 | 62 | 14-е з 20 |                                    |
| 2010-2011 | ОХЛ  | 68 | 46 |    | 5  | 17 | 283 | 215 | 97 | 2-е з 20  | Чемпіони                           |
| 2011-2012 | ОХЛ  | 68 | 32 |    | 7  | 29 | 234 | 220 | 71 | 12-е з 20 | Програш в чвертьфіналі конференції |
| 2012-2013 | ОХЛ  | 68 | 44 |    | 6  | 18 | 231 | 165 | 94 | 3-е з 20  | Програш у півфіналі конференції    |
| 2013-2014 | ОХЛ  | 68 | 31 |    | 8  | 29 | 205 | 237 | 70 | 12-е з 20 | Програш в чвертьфіналі конференції |

## Рекорди клубу
Командні рекорди
- Найбільша кількість очок в сезоні — 97 (В46-ПО5-П17) (2010-11)
- Найменша кількість очок в сезоні — 47 (В20-ПО7-П41) (2007-08)
- Найбільша кількість забитих голів в сезоні — 283 (2010-11)
- Найменша кількість забитих голів в сезоні — 200 (2001-02) та (2007-08)
- Найбільша кількість пропущених голів в сезоні — 290 (2007-08)
- Найменша кількість пропущених голів в сезоні — 165 (2012-13)

Індивідуальні рекорди
- Найбільша кількість набраних очок за сезон — 102, Боббі Раєн (2006-07)
- Найбільша кількість закинутих шайб у сезоні — 53, Майк Ангелідіс (2005-06)
- Найбільша кількість результативних пасів за сезон — 64, Боббі Раєн (2005-06)
- Найбільша кількість штрафних хвилин у сезоні — 236, Тео Пекем (2005-06)

### Найкращі бомбардири
| Найбільша кількість: |        |                |       |                      |                      |                |      |                 |                 |
| Матчів               | Матчів | Голів          | Голів | Результативних пасів | Результативних пасів | Очок           | Очок | Штрафних хвилин | Штрафних хвилин |
| -------------------- | ------ | -------------- | ----- | -------------------- | -------------------- | -------------- | ---- | --------------- | --------------- |
| Ківін Каттінг        | 327    | Боббі Раєн     | 133   | Боббі Раєн           | 192                  | Боббі Раєн     | 325  | Тео Пекем       | 618             |
| Маркус Керол         | 312    | Джоей Гішон    | 110   | Патрік Джаррет       | 148                  | Джоей Гішон    | 255  | Майк Галмо      | 494             |
| Боббі Раєн           | 249    | Гаррет Вілсон  | 93    | Джоей Гішон          | 145                  | Патрік Джаррет | 220  | Майк Ангелідіс  | 492             |
| Майк Галмо           | 247    | Маркус Керол   | 89    | Бред Річардсон       | 126                  | Бред Річардсон | 213  | Лейн Макдермід  | 390             |
| Майк Ангелідіс       | 240    | Бред Річардсон | 87    | Боб Санґвінетті      | 101                  | Маркус Керол   | 185  | Даніель Звіп    | 363             |

## Гравці

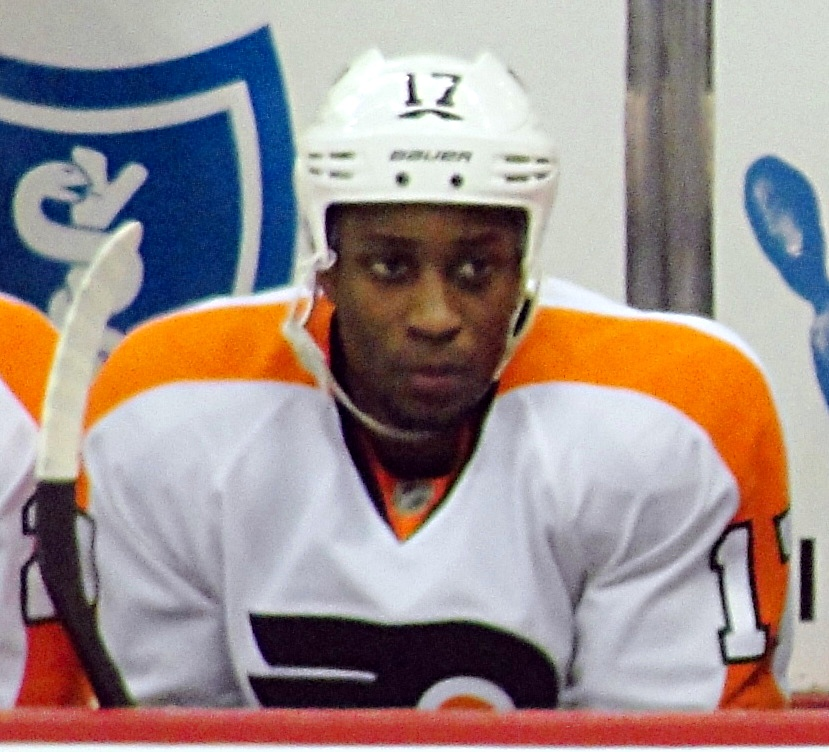
Вейн Сіммондс

### Найвідоміші хокеїсти
- Джоель Ворд
- Марк Джордано
- Андре Дево
- Бред Річардсон
- Штефан Ружичка
- Андрей Секера
- Ден Снайдер
- Тревор Льюіс
- Боббі Раєн
- Тео Пекем
- Джошуа Бейлі
- Вейн Сіммондс
- Ендрю Шоу
- Коді Сесі

### Український слід
За роки існування команди за неї виступали двоє киян: нападник Ігор Гонгальський та захисник Павло Борисенко. Павло зіграв лише три поєдинки у складі «Аттак», після чого перейшов до «Спітфайрс». А от Ігор за більше ніж два сезони в «Оуен-Саунд» зіграв у 136 поєдинках.